# Grand Prix de la Ville de Rennes 1994
Il Grand Prix de la Ville de Rennes 1994, sedicesima edizione della corsa e valida come evento UCI categoria 1.4, fu disputata il 3 aprile 1994 su un percorso di 193 km. Fu vinto dal francese Gilles Delion che terminò la gara in 5h04'17", alla media di 38,057 km/h.

## Ordine d'arrivo (Top 10)
| Pos. | Corridore           | Squadra   | Tempo    |
| ---- | ------------------- | --------- | -------- |
| 1    | Gilles Delion       | Castorama | 5h04'17" |
| 2    | Nicolas Aubier      | GAN       | a 2"     |
| 3    | Ronan Pensec        | Novemail  | a 28"    |
| 4    | Thomas Davy         | Castorama | a 1'35"  |
| 5    | Frank Vandenbroucke | Lotto     | a 2'53"  |
| 6    | Thomas Fleischer    | Collstrop | a 2'59"  |
| 7    | Stéphane Hennebert  | Lotto     | a 9'29"  |
| 8    | Laurent Brochard    | Castorama | s.t.     |
| 9    | Jean-Cyril Robin    | Castorama | s.t.     |
| 10   | Erwin Biets         | Collstrop | a 9'35"  |